# Коккорево
Ко́ккорево — деревня в Рахьинском городском поселении Всеволожского района Ленинградской области.

## Название
Название происходит от финского kokko — костёр.

## История
Впервые селение на месте современной деревни Коккорево — «деревня Татарщина у Ладожского озера» — упоминается в 1500 году в Писцовой книге Водской пятины.
Местоположение подтверждается указанием селения Tattarsina на карте Карелии, составленной по различным версиям в 1580 году по приказу Понтуса Делагарди; или в 1634 году предположительно Олофом Ханссоном Эрнехуфвудом. Затем в 1676 году под именем Tatarina, на «Карте Ингерманландии: Ивангорода, Яма, Копорья, Нотеборга» штабс-капитана Бергенгейма.
В 1705 году на «Географическом чертеже Ижорской земли» Адриана Шонбека деревня называна Татарсина, после чего на долгие годы деревня исчезает с карт, а на её месте обозначаются лишь рыбацкие избы.

 
ТАТАРЩИНА — деревня мещанская, при Ладожском озере; 6 дворов, жителей 24 м. п., 7 ж. п. (1862 год)

В 1863 году в «Историческом атласе Санкт-Петербургской Губернии» деревня появляется вновь, теперь под именем Новая, и как Новая обозначается и на картах до 1903 года.
Согласно подворной переписи 1882 года в деревне Татарщина проживали 3 семьи — 12 мужчин и 11 женщин.

КОКОРЕВО — выселок из деревни Ваганово, на земле Вагановского сельского общества на берегу Ладожского озера 6 дворов, 16 м. п., 19 ж. п., всего 35 чел.; смежны с таким же посёлком шлиссельбургских мещан Яковлевых, поселившихся на земле барона П. Л. Корфа, считаясь собственниками её. (1896 год)

В конце XIX века деревня административно относилась к Рябовской волости 1-го стана Шлиссельбургского уезда Санкт-Петербургской губернии, в начале XX века — 2-го стана.
В 1909 году в деревне было 4 двора.
В 1914 году на военно-топографической карте Петроградской губернии появляется Коккарево и Коккорево на «Карте окрестностей Петрограда» Ю. Гаша.

КОККОРЕВО — деревня Вагановского сельсовета, 23 хозяйства, 115 душ.
 
Из них: русских — 18 хозяйств, 92 души; эстов — 5 хозяйств, 23 души. (1926 год)

Деревня Коккорево на карте 1931 года

Согласно топографической карте РККА 1931 года деревня насчитывала 25 дворов.

КОККОРЕВО — деревня Вагановского сельсовета, 137 чел. (1939 год)

В 1939 году деревня насчитывала 32 двора.
В ноябре 1941 году здесь размещался командный пункт по организации ледовой дороги, а затем штаб Военно-автомобильной дороги № 101.
В 1943 году в Коккорево работала подстанция кабеля жизни (Ледовая линия) на протяжении 68 суток блокады.
В 1958 году население деревни составляло 285 человек.
По данным 1966, 1973 и 1990 годов деревня Коккорево входила в состав Вагановского сельсовета.
В 1997 году в деревне проживали 126 человек, в 2002 году — 97 человек (русских — 96%), в 2007 году — 119.

## География
Деревня расположена в восточной части района на автодороге 41К-064 «Дорога жизни» (Санкт-Петербург — Морье).
Расстояние до административного центра поселения — 18 км.
Расстояние до ближайшей железнодорожной платформы Ваганово — 7 км.
Деревня находится на берегу Ладожского озера.

## Демография
| 2007 | 2010 | 2017 |
| ---- | ---- | ---- |
| 119  | ↗348 | ↘210 |

Национальный состав
Согласно данным Всероссийской переписи населения 2021 года в деревне проживали 586 человек, из них:
 русские — 466, азербайджанцы — 7, киргизы — 7, армяне — 4, узбеки — 4, таджики — 2, казахи — 1, чеченцы — 1, другие национальности — 12 человек, остальные национальность не указали.

## Музеи и памятники
- Памятник «Разорванное кольцо». Постановлением Совета министров РСФСР № 624 от 4 декабря 1974 года, расположенный в деревне Коккорево у Вагановского спуска к Ладоге, мемориал в память обороны Ленинграда в 1941—1944 годах «Зелёный пояс Славы» — «Разорванное кольцо», признан памятником истории[29].
- Музей «Дорога жизни в посёлке Коккорево»  (филиал музея обороны и блокады Ленинграда)[30][31].
- К югу от деревни, на берегу Ладожского озера находится сооружение форта, где находилась береговая батарея Краснознамённого Балтийского флота, защищавшая «Дорогу жизни» и рубежи обороны советских войск на берегах Ладоги и Невы[32]

## Фото

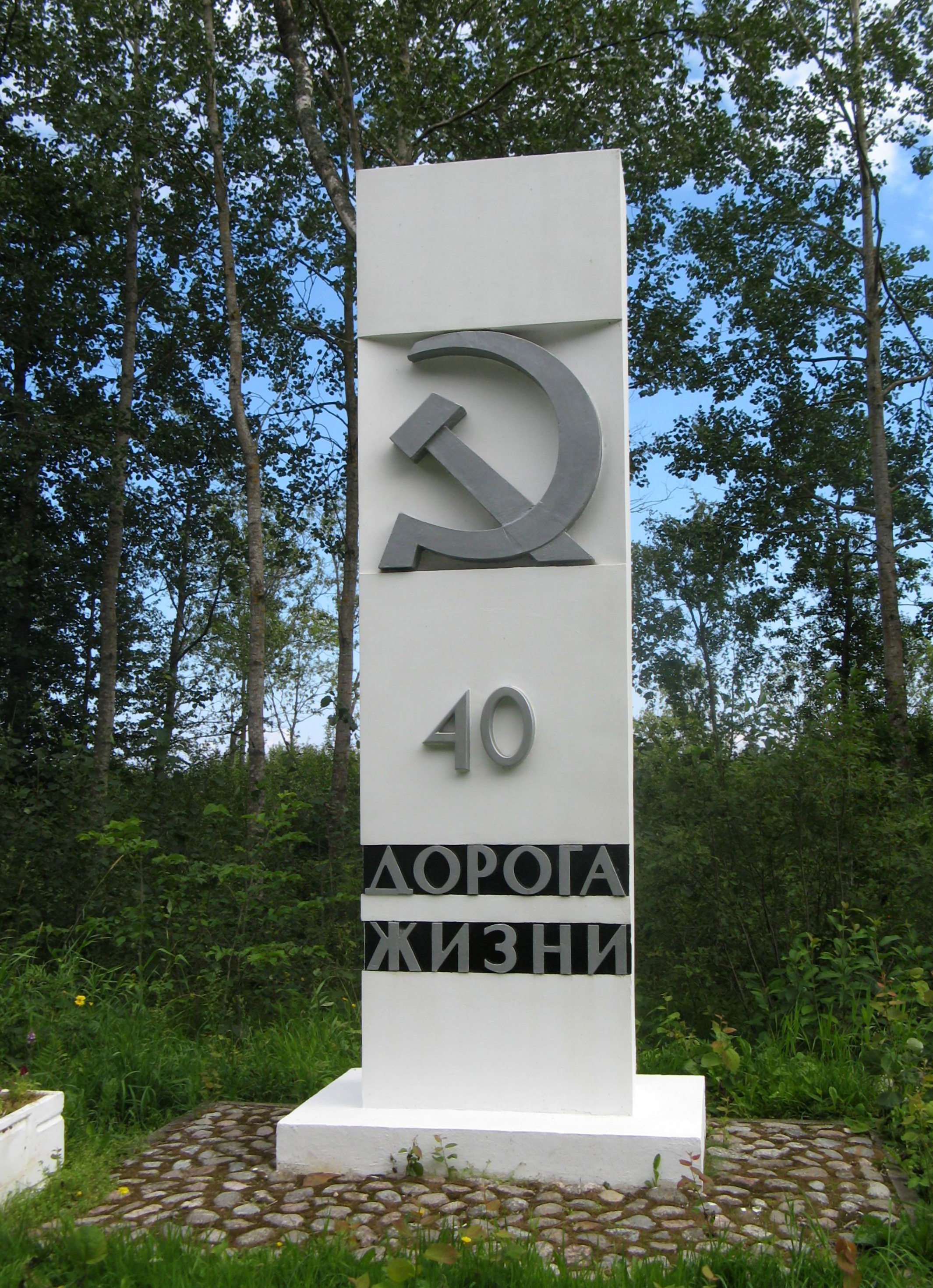
Памятный столб на Дороге жизни
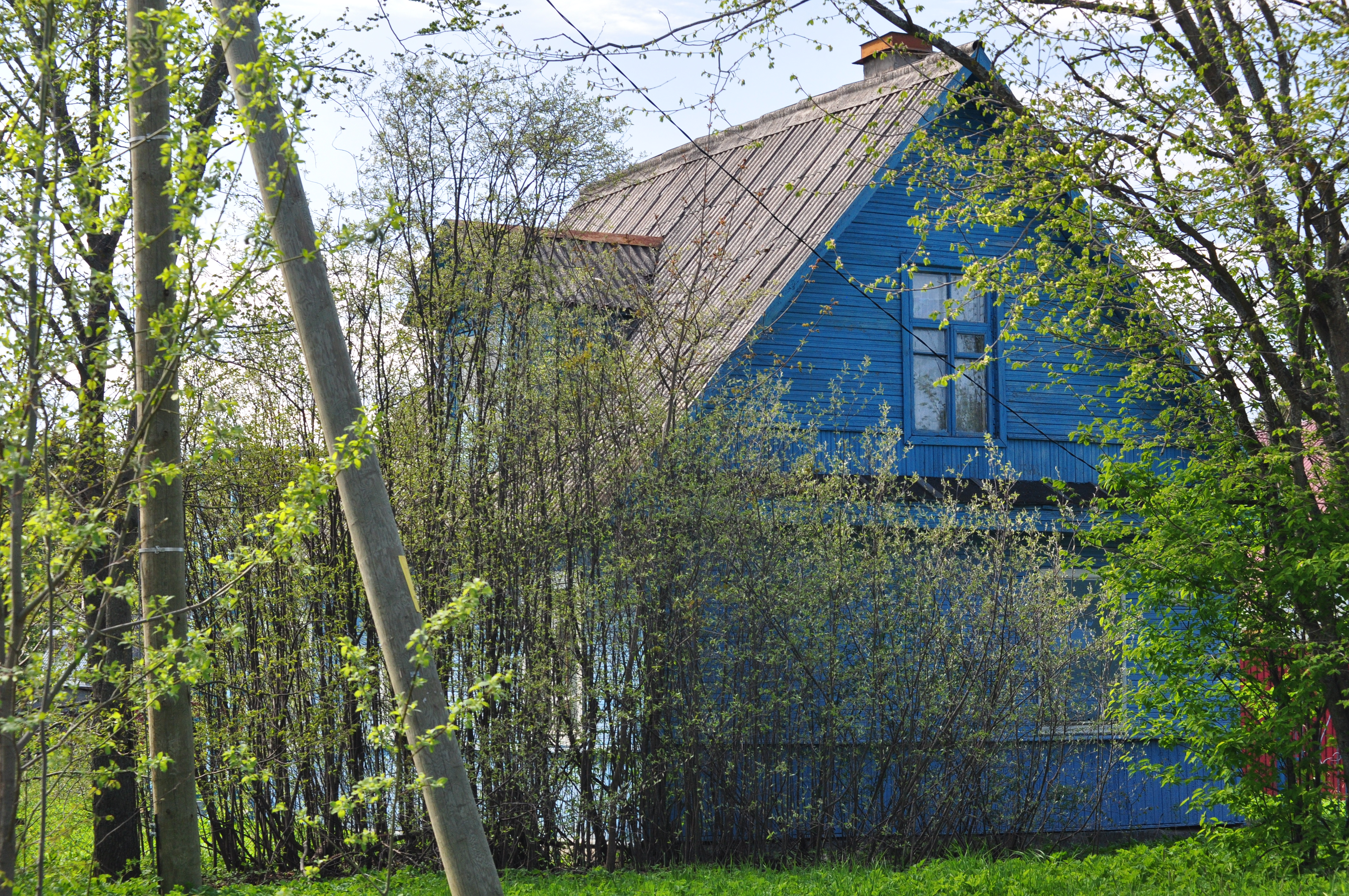
Деревня Коккорево
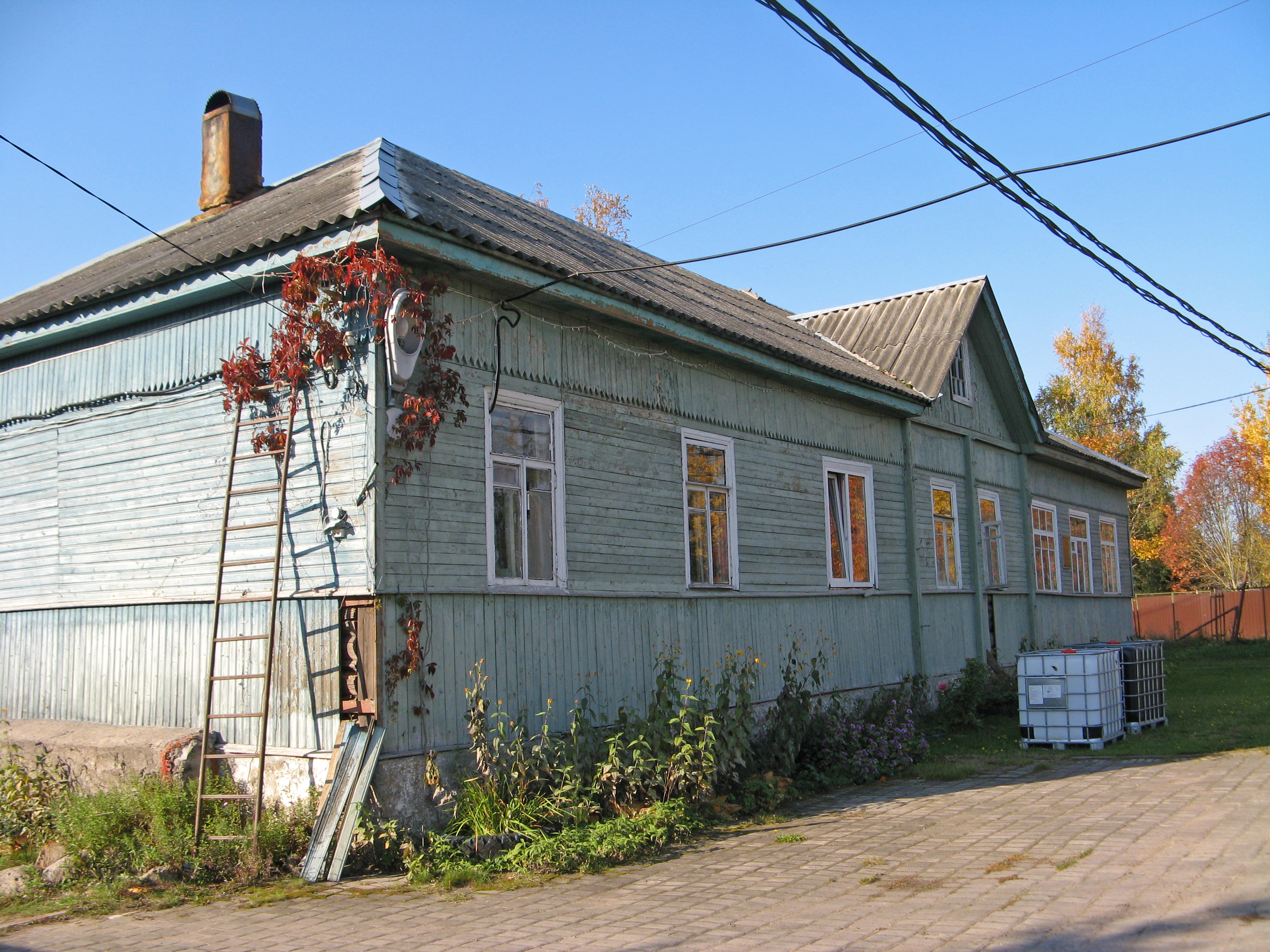
Здание, где находился штаб перевозок через Ладожское озеро по «Дороге жизни»

## Флора и фауна
По данным историко-географического справочника В. В. Ивлева, Коккоревская бухта — место массового гнездования и стоянки во время миграций водоплавающих птиц, нерестовая акватория для промысловых видов рыб, а Коккоревское болото — место произрастания редких видов растений: пухоноса альпийского, росянки, очеретника бурого и гнездования редких видов птиц: большого кроншнепа, большого улита, белой куропатки, серого журавля, скопы, встречаются также глухари, куницы и ондатры.

## Транспорт
Со Всеволожском деревню связывает муниципальный автобусный маршрут № 602, протяжённостью 34,5 км.